# Fëdor Tjutin
Fëdor Anatol'evič Tjutin (in russo Фёдор Анатольевич Тютин?; Iževsk, 19 luglio 1983) è un ex hockeista su ghiaccio russo.

## Palmarès

### Mondiali
- 1 medaglia:
  - 1 oro (Canada 2008)